# Fudbalski Klub Radnički Niš
Il Fudbalski Klub Radnički Niš (serbo: Фудбалски клуб Раднички Ниш), meglio noto come Radnički Niš, è una società calcistica serba con sede nella città di Niš. Nella stagione 2024-2025 militerà nella Superliga serba, la prima divisione del calcio serbo.

## Storia
Fondato il 23 aprile 1923, il club due anni dopo iniziò a partecipare ai campionati del Regno di Jugoslavia, iniziando da quelli dell'allora Banovina della Morava. Nel 1935, dopo aver cambiato il nome in Građanski, prende parte per la prima ed unica volta al campionato nazionale, partecipando poi fino alla sospensione avvenuta nel 1941, a causa della guerra, nei campionati minori. Al termine della seconda guerra mondiale, il club riprende la propria attività, culminata nel 1962 con la promozione nel massimo campionato jugoslavo. La prima stagione vede il FK Radnički terminare al sesto posto, in quello che rimane il miglior risultato per i successivi 16 anni. Nel 1975, conquista il primo trofeo a livello europeo, la Coppa dei Balcani per club, battendo in finale i turchi del Eskişehirspor.
Nel 1979-1980 il club, al termine di un ottimo campionato concluso al terzo posto, ottiene la prima partecipazione ad un trofeo organizzato dall'UEFA, la Coppa UEFA. Il primo turno vede il FK Radnički sorteggiato contro gli austriaci del LASK Linz, agevolmente eliminati con una doppia vittoria, 2-1 in Austria e 4-1 in casa. Anche i sedicesimi di finale vengono superati con una doppia vittoria, gli avversari sono i bulgari del Beroe Stara Zagora, 1-0 e 2-0, ma negli ottavi di finali il cammino europeo del club viene interrotto dall'AZ Alkmaar che, dopo il pareggio in Jugoslavia per 2-2, travolge il FK Radnički 5-0. Nella edizione successiva della Coppa UEFA, il club riesce raggiungere le semifinali, eliminando al primo turno il Napoli (2-2 fuori casa e 0-0 al Čair), il Grasshopper Zurigo ai rigori (0-2 in Svizzera e 2-0 in casa, poi 3-0 dopo i calci di rigore), il Feyenoord negli ottavi (2-0 in casa e 0-1 in Olanda), il Dundee United ribaltando in casa con un perentorio 3-0 la sconfitta subita all'andata per 2-0, venendo infine eliminato dall'Amburgo, dopo aver vinto in casa l'andata 2-1 davanti a 39.000 spettatori, perdendo poi in Germania 1-5.
Nell'edizione della Coppa UEFA 1983-1984, il Radnički affrontò nei sedicesimi di finale l'Hajduk Spalato, in quello che ad oggi resta l'unico scontro tra squadre jugoslave, perdendo entrambe le partite per 0-2. Nei turni precedenti aveva eliminato gli svizzeri del San Gallo (3-0 e 2-1) e i cecoslovacchi dell'Inter Bratislava (4-0 e 2-3). Questa è stata l'ultima apparizione europea del club fino alle recenti qualificazioni alla UEFA Europa League.
Il 29 maggio 2000 durante una sessione di allenamento la squadra venne colpita da un fulmine che tramortì i giocatori e lo staff, uccidendo sul colpo la giovane promessa Ivan Krstić. La dirigenza ritirò il numero 10, indossato da Krstić, e gli dedicò la sua scuola calcio.
La disgregazione della Jugoslavia è stata per il FK Radnički, al contrario di molti altri club serbi, causa dell'inizio di un lungo periodo di crisi che lo ha visto retrocedere fino alla Srpska Liga, la terza divisione nazionale, nel 2008-09 e nel 2010-11. Nella stagione 2018-19 lo ha visto terminare al secondo posto, massimo risultato raggiunto.
La società si posiziona al 10º posto nella classifica perpetua della Prva Liga Jugoslava.

## Strutture

### Stadio
Il FK Radnički gioca le sue partite al Čair Stadion, impianto costruito nel 1962 in occasione della prima promozione del club nella massima serie jugoslava. Attualmente, dopo i lavori di ristrutturazione per renderlo conforme agli standard UEFA, lo stadio può ospitare 18.150 spettatori.

## Organico

### Rosa 2024-2025
Aggiornato al 7 febbraio 2025
| N. |                                 | Ruolo | Calciatore          |
| -- | ------------------------------- | ----- | ------------------- |
| 3  | Camerun (bandiera)              | D     | Basile Yamkam       |
| 4  | Serbia (bandiera)               | D     | David Petrović      |
| 5  | Ghana (bandiera)                | C     | Edmund Addo         |
| 7  | Nigeria (bandiera)              | A     | Dele                |
| 8  | Serbia (bandiera)               | C     | Andrija Luković     |
| 9  | Bosnia ed Erzegovina (bandiera) | A     | Semir Smajlagić     |
| 16 | Serbia (bandiera)               | C     | Đuro Zec            |
| 19 | Camerun (bandiera)              | D     | Collins Faï         |
| 20 | Svizzera (bandiera)             | D     | Filip Frei          |
| 21 | Serbia (bandiera)               | C     | Vanja Ilić          |
| 23 | Serbia (bandiera)               | C     | Nemanja Belaković   |
| 24 | Serbia (bandiera)               | D     | Andreja Stojanović  |
| 28 | Bosnia ed Erzegovina (bandiera) | D     | Aleksandar Vojnović |
| 29 | Serbia (bandiera)               | A     | Stefan Vukić        |

| N. |                                 | Ruolo | Calciatore           |
| -- | ------------------------------- | ----- | -------------------- |
| 30 | Serbia (bandiera)               | C     | Stefan Cvetković     |
| 33 | Serbia (bandiera)               | D     | Marko Petković       |
| 36 | Serbia (bandiera)               | C     | Mihajlo Terzić       |
| 40 | Serbia (bandiera)               | P     | Nikola Vasiljević    |
| 44 | Serbia (bandiera)               | D     | Vasilije Bakić       |
| 55 | Serbia (bandiera)               | P     | Dimitrije Stevanović |
| 69 | Serbia (bandiera)               | C     | Aleksandar Mesarović |
| 77 | Bosnia ed Erzegovina (bandiera) | C     | Milorad Stajić       |
| 91 | Serbia (bandiera)               | P     | Uroš Kitanović       |
|    | Serbia (bandiera)               | A     | Boris Krstić         |
|    | Camerun (bandiera)              | D     | Thierry Etoungou     |
|    | Serbia (bandiera)               | C     | Pavle Bogdanovic     |
|    | RD del Congo (bandiera)         | D     | Brian Bayeye         |

## Calciatori

### Numeri di maglia ritirati
- N°10  Ivan "Beli" Krstić (postumo)[2]

## Palmarès

### Competizioni nazionali
- 2. Savezna liga: 1

1985-1986 (girone est)
- Prva Liga Srbija: 2

2001-2002, 2011-2012
- Srpska Liga: 1

2008-2009 (girone est)

### Competizioni regionali
- Niški loptački podsavez: 4

1930-1931, 1933-1934, 1934-1935, 1935-1936

### Competizioni internazionali
- Coppa dei Balcani per club: 1

1975

### Competizioni giovanili
- Juniorsko prvenstvo Jugoslavije u nogometu: 1

1990-1991

### Altri piazzamenti
- Campionato jugoslavo:

Terzo posto: 1979-1980, 1980-1981
- 2. Savezna liga:

1961-1962 (girone est)
- Kup Maršala Tita:

Semifinalista: 1952, 1969-1970, 1976-1977
- Campionato serbo:

Secondo posto: 2018-2019
Terzo posto: 2017-2018
- Coppa di Serbia:

Semifinalista: 1993-1994, 2005-2006, 2018-2019
- Druga liga Srbije i Crne Gore:

Terzo posto: 2003-2004 (girone est)
- Coppa UEFA:

Semifinalista: 1981-1982
- Coppa dei Balcani per club:

Finalista: 1988-1989

## Statistiche e record

### Statistiche nelle competizioni UEFA
Tabella aggiornata alla fine della stagione 2019-20.
| Competizione                  | Partecipazioni | G  | V  | N | P  | RF | RS |
| ----------------------------- | -------------- | -- | -- | - | -- | -- | -- |
| Coppa UEFA/UEFA Europa League | 5              | 28 | 13 | 5 | 10 | 37 | 35 |